# Lista Bonino
Lista Bonino var en stark, libertariansk vallista under 1990- och början av 2000-talet. Efter att Emma Bonino hade varit ledamot i Europeiska kommissionen från 1995 till 1999 och gjort ett misslyckat försök att väljas till president i Italien, startade hon istället Lista Bonino, som ersatte Lista Pannella. I Europaparlamentsvalet 1999 vann Lista Bonino hela 8,5 % och sju mandat. Således blev partiet det fjärde största i landet. 2001 omorganiserade radikalerna sig och startade ett konventionellt parti för första gången sedan 1989, då Partito Radicale var verksamt. Lista Bonino användes sista gången under 2004.